# Код Лиоко
Ко̂д Лиоко (фр. Code Lyoko) француска је научнофантастична анимирана телевизијска серија у којој су заступљене класична анимација и анимација генерисана помоћу рачунара. Премијерно је приказана 3. септембра 2003. на француској телевизији Франс 3. У Србији, серија је први пут приказана на кабловској ТВ Ултра. Док се од 2020. године серија у Србији емитује и на тв каналу DexyTV.
У серији су описани доживљаји петоро ученика који живе у интернату средње школе Кадик: Аелита Шефер, Џереми Белпоа, Од Дела Робија, Улрик Стерн и Јуми Ишијама. Ученици путују у виртуелни свет Лиоко, који је откривен у суперрачунару сакривеном у подруму напуштене фабрике близу школе. Они се тамо боре против рачунарског вируса званог Ксена.